# 中華民国新民会

初代会旗（1938年—1940年）

二代目会旗（1940年—1943年）

三代目会旗（1943年—1945年）

中華民国新民会（しゅうかみんこくしんみんかい）は、大日本帝国陸軍北支那方面軍と中華民国臨時政府が華北地域に運営していた団体である:253:63。
新民会は1937年12月29日に発足し:253:63、河北、河南、山東、山西四省と北平、天津、青島三市に分会を設けていた:253。初代会長は王克敏である。
新民会は「新民主義」を創作し、その創作者は繆斌である。儒教をベースとし、道教思想も取り入れた。
日本の敗戦により、新民会は1945年8月24日に解散された:253。